# 爱尔兰公民军
爱尔兰公民军是爱尔兰运输和普通工人工会在都柏林成立的小型準軍事組織，由训练有素的工会志愿者组成的，旨在从都柏林大都会警察局手里保护参与都柏林大罢工的工人。它由詹姆斯·拉金、詹姆斯·康诺利和杰克·怀特于1913年11月23日成立，肖恩·奥凯西、康斯坦斯·马凯维奇、弗朗西斯·希伊-斯科芬顿等也是其成员。1916年，它参与复活节起义。
复活节起义后，因康诺利被害和拉金出国，它在爱尔兰独立战争期间没有发挥太大作用，只向爱尔兰共和军提供物质支持，而不直接参与。1919年7月，公民军宣布禁止其成员加入共和军，加上公民军军事上不活跃，公民军成员纷纷退出。爱尔兰内战期间，公民军宣布中立，导致组织进一步缩小。
1920年开始，公民军不再具有任何军事价值，1934年新成立的共和党国会试图复兴公民军。然而，共和党国会因意识形态内讧而分崩离析，公民军也随之崩溃。